# Endoscopie rachidienne
L’endoscopie rachidienne est une technique permettant un abord mini invasif de la colonne vertébrale pour le traitement essentiellement des pathologies dégénératives rachidiennes.

## Endoscopie biportale UBE
Cette section ne s'appuie pas, ou pas assez, sur des sources secondaires ou tertiaires indépendantes du sujet.

Pour l'améliorer, ajoutez-en, ou placez des modèles {{Source secondaire souhaitée}} ou {{Source secondaire nécessaire}} sur les passages mal sourcés. (décembre 2024)
Parmi les endoscopies rachidiennes, l'endoscopie biportale UBE (Unilateral Biportal Endoscopy) est une technique à double point d'entrée percutané facilitant l'abord mini invasif des régions cervical, thoracique et lombaire, permettant un geste en triangulation. Elle a été développée en Corée du Sud et est très populaire en Asie. Elle utilise un endoscope de 4 mm (longueur 120 mm) généralement orienté à 30° au niveau de la voie d'abord crâniale, sous irrigation saline continue avec les instruments habituels utilisés en chirurgie vertébrale et une voie instrumentale située en caudal.
L'UBE permet de traiter des pathologies liées à des hernies discales comprimant un racine nerveuse rachidienne, un canal rachidien rétrécie par l'arthrose comprimant les éléments neurologiques ou bien même des arthrodèses vertébrales (fusion de deux vertèbres). 
Les avantages de la chirurgie mini invasive sont la limitation des lésions musculaires, la préservation des facettes articulaires et complexe ligamentaire postérieur et une meilleure vision par la pression hydrostatique (aide à la dissection). 
Il existe un abord interlamaire et un autre extracanalaire par exemple au niveau lombaire.